# Streptococcus sanguinis
Streptococcus sanguinis são estreptococos Gram-positivos formadoras da placa dental (bio filme). Causam destruição do osso alveolo, podendo levar a destruição dos ligamento levando a perda do dente.